# パンチライン (企業)
有限会社パンチライン（Punch-Line）は、かつて存在した日本のコンピュータゲーム制作会社。
ラブデリックのスタッフであった木村祥朗がスタジオ・パンチラインを旗揚げ。ラブデリック活動休止後は有限会社スキップに属していたが、2002年12月27日に法人として独立。2005年、木村が社長を退任。
『RULE of ROSE』発売以来「工事中」だったサイトは2009年に消滅し、翌2010年には社長だった保田紀之の肩書きも（元）代表取締役となった。

## ゲーム作品
- チュウリップ（2002年、PlayStation 2、発売：ビクターインタラクティブソフトウェア）
- RULE of ROSE（2006年、PlayStation 2、発売：ソニー・コンピュータエンタテインメント）

## 関連人物
- 木村祥朗 - 元・社長